# William P. Hubbard
William Pallister Hubbard (* 24. Dezember 1843 in Wheeling, Virginia; † 5. Dezember 1921 ebenda) war ein US-amerikanischer Politiker. Zwischen 1907 und 1911 vertrat er den ersten Wahlbezirk des Bundesstaates West Virginia im US-Repräsentantenhaus.

## Werdegang
William Hubbard war der Sohn von Chester D. Hubbard (1814–1891), der zwischen 1865 und 1869 für West Virginia im US-Repräsentantenhaus saß. Der jüngere Hubbard wurde 1843 in Wheeling geboren, das damals noch zu Virginia gehörte und später Teil des 1863 gegründeten Staates West Virginia wurde. Er besuchte die öffentlichen Schulen seiner Heimat und das Linsley Institute. Danach studierte er bis 1863 an der Wesleyan University in Middletown (Connecticut). Nach einem anschließenden Jurastudium wurde er im Jahr 1864 als Rechtsanwalt zugelassen.
Im Jahr 1865 trat er in den letzten Monaten des Bürgerkrieges in die Armee der Union ein. Dort stieg er schnell vom einfachen Soldaten bis zum Oberleutnant auf. Nach dem Ende des Krieges arbeitete Hubbard ab 1866 als Anwalt in Wheeling. Zwischen 1866 und 1870 war er auch Verwaltungsangestellter beim Abgeordnetenhaus von West Virginia. Hubbard war Mitglied der Republikanischen Partei und von 1881 bis 1882 Mitglied des Abgeordnetenhauses. Im Jahr 1888 war er Delegierter zur Republican National Convention in Chicago, auf der Benjamin Harrison als Präsidentschaftskandidat der Partei nominiert wurde. Im selben Jahr kandidierte er erfolglos für das Amt des Attorney General von West Virginia. Ebenso erfolglos blieb seine Kandidatur bei den Kongresswahlen des Jahres 1890. Zwischen 1901 und 1903 war Hubbard Vorsitzender einer Kommission, die die Steuergesetze des Staates West Virginia überarbeitete.
1906 wurde Hubbard im ersten Distrikt von West Virginia in das US-Repräsentantenhaus in Washington, D.C. gewählt, wo er am 4. März 1907 die Nachfolge von Blackburn B. Dovener antrat. Nach einer Wiederwahl im Jahr 1908 konnte er bis zum 3. März 1911 zwei Legislaturperioden im Kongress absolvieren. Im Jahr 1910 verzichtete er auf eine weitere Kandidatur. Nach dem Ende seiner Zeit im Kongress arbeitete Hubbard wieder als Anwalt in Wheeling. Im Jahr 1912 war er erneut Delegierter zur Republican National Convention. Dort unterstützte er die Bemühungen des früheren Präsidenten Theodore Roosevelt um eine Nominierung, die aber an den amtierenden Präsidenten William Howard Taft ging. Als Resultat kandidierte Roosevelt dann auf einer eigenen Liste, was zur Aufsplitterung der republikanischen Stimmen und zum Wahlsieg des Demokraten Woodrow Wilson führte.
Der seit 1868 mit Ann E. Chamberlain aus Louisiana verheiratete William Hubbard starb am 5. Dezember 1921 in seinem Geburtsort Wheeling und wurde dort auch beigesetzt.